# Karl von Herget
Karl Friedrich Herget, seit 1860 von Herget (* 1. Februar 1831 in Lauterbach (Oberhessen); † 21. August 1913 in Bonn) war ein preußischer Generalmajor.

## Leben

### Herkunft
Karl war ein Sohn des großherzoglich hessischen Leutnants a. D. Heinrich Herget (1796–1859) und dessen Ehefrau Henriette, geborene Reitz (1801–1878).

### Militärkarriere
Nach dem Besuch eines Privatinstituts in seiner Heimatstadt sowie der Gymnasien in Memmingen und Büdingen trat Herget am 16. April 1849 als Kanonier in das Artilleriekorps der Großherzoglich Hessischen Armee ein. Im gleichen Jahr nahm er während der Niederschlagung der Badischen Revolution an den Gefechten bei Gernsbach und Oos teil und avancierte bis Mitte April 1851 zum Leutnant.
Herget wurde am 1. Januar 1852 zur Train-Artillerie-Kompanie und ein Jahr später zur Waffendirektion in Darmstadt kommandiert. Vom 5. Oktober 1853 bis zum 26. Juni 1863 war er Sekretär und Bibliothekar der Kriegsschuldirektion in Darmstadt. Nach einem dreimonatigen Kommando zur reitenden Artillerie war er vom 26. August 1854 bis zum 9. Juni 1866 Adjutant des Artilleriekorps. Außerdem wurde er am 24. Januar 1856 zum Oberleutnant befördert und war vom 7. November 1859 bis zum 1. April 1868 zugleich auch Mitglied der Kriegsschuldirektion in Darmstadt. Großherzog Ludwig III. erhob Herget am 1. Februar 1860 in den erblichen Adelsstand und gestattete ihm, das Wappen der Familie von Zelion genannt Brandis zu führen.
Ferner war er vom 1. Oktober 1860 bis zum 1. April 1867 Lehrer der Waffenkunde an der Kriegsschule sowie vom 1. Juli 1861 bis zum 30. Juni 1868 auch Mitglied der Allgemeinen Offizier-Prüfungskommission. Zwischenzeitlich zum Hauptmann und Batteriechef aufgestiegen, nahm Herget 1866 während des Krieges gegen Preußen an den Gefechten bei Frohnhofen, Aschaffenburg und Gerchsheim teil. Für sein Wirken erhielt er das Ritterkreuz des Verdienstordens Philipps des Großmütigen mit Schwertern und den Orden der Eisernen Krone III. Klasse mit Kriegsdekoration.
Nach dem Krieg wechselte er am 7. April 1868 als Abteilungschef in das Kriegsministerium in Darmstadt. Am 24. März 1869 wurde er dort zum Major ohne Patent befördert und am 25. Januar 1870 zum Abteilungskommandeur ernannt. Mitte Februar 1870 kommandierte man ihn zur provisorischen Leitung des Kriegsministeriums und Anfang März 1870 erhielt er das Patent zu seinem Dienstgrad. Am 13. Mai 1870 trat Herget als Kommandeur der I. Abteilung des Artilleriekorps in den Truppendienst zurück und war während des folgenden Krieges gegen Frankreich Führer der hessischen Feldbatterien in den Schlachten bei Gravelotte und Noisseville sowie bei der Belagerung von Metz. Dafür erhielt er am 10. September 1870 das Eiserne Kreuz II. Klasse. Vor Metz hatte er sich mit Typhus infiziert und musste bis zum Frühling 1871 in Lazarett.
Im Zuge der Militärkonvention wurde das Artilleriekorps zum 1. Januar 1872 als Feldartillerie-Regiment Nr. 25 in den Verband der Preußischen Armee übernommen und Herget als Major ohne Patent und als Abteilungskommandeur angestellt. Mitte Mai 1872 erhielt er das Patent zu seinem Dienstgrad. Am 12. April 1877 erfolgte seine Versetzung als Kommandeur der II. Abteilung im Feldartillerie-Regiment Nr. 10 nach Hannover. Herget stieg am 8. April 1878 zum Oberstleutnant auf und wurde am 10. Dezember 1878 als Kommandeur in das 1. Westfälische Feldartillerie-Regiment Nr. 7 versetzt. In dieser Stellung avancierte er am 18. Oktober 1882 zum Oberst und wurde im September 1884 mit dem Roten Adlerorden III. Klasse mit Schleife sowie einen Monat später mit dem Komturkreuz II. Klasse des Verdienstordens Philipps des Großmütigen ausgezeichnet. Unter Stellung à la suite seines Regiments erfolgte am 11. Februar 1886 die Ernennung zum Kommandeur der 4. Feldartillerie-Brigade in Magdeburg. In Genehmigung seines Abschiedsgesuches wurde Herget am 13. Oktober 1887 mit dem Charakter als Generalmajor und mit Pension zur Disposition gestellt. Er starb am 21. August 1913 in Bonn.

### Familie
Herget heiratete am 24. Juni 1856 in Darmstadt Fanny von Zelion genannt Brandis (1834–1913). Das Paar hatte mehrere Kinder:
- Franz (1857–1907), großherzoglich hessischer Kammerherr und preußischer Rittmeister ⚭ 1883 Ebba von Hagemeister (* 1865)
- Heinrich (1859–1887), preußischer Generalassessor
- Helene (1860–1882) ⚭ 1881 Richard von Schmidt, preußischer Oberst z.D.
- Felix (* 1863), Kaufmann ⚭ 1894 Eleonore Manskopf (* 1867)
- Fanny (* 1867) ⚭ 1888 Jan-Willem Marinus van der Elst (1856–1925)
- Marie (* 1869)